# Kropinjak
Kropinjak – wieś w Chorwacji, w żupanii istryjskiej, w gminie Lanišće. W 2011 roku liczyła 4 mieszkańców.